# Prorella opinata
Prorella opinata là một loài bướm đêm trong họ Geometridae.